# 康特嫩特爾迪韋德 (新墨西哥州)
康特嫩特爾迪韋德（英語：Continental Divide）是位於美國新墨西哥州麥金萊縣的普查規定居民點。

## 人口
根據2020年美國人口普查的數據，康特嫩特爾迪韋德的面積為7.10平方千米，皆為陸地。當地共有人口187人，而人口密度為每平方千米26.34人。